# Zaunammer
Die Zaunammer (Emberiza cirlus) ist eine Sperlingsvogelart aus der Familie der Ammern (Emberizidae). Die Zaunammer ist ein Standvogel – ihr Verbreitungsgebiet erstreckt sich über den Süden Europas und Nordafrika. In Süddeutschland gibt es kleine Bestände in wärmeexponierten Lagen.
Zaunammern bevorzugen offene, buschreiche Landschaften, ihre Nahrung besteht aus kleineren Samen und Insekten.

## Beschreibung
Die Zaunammer hat mit einer Länge von 16,5 Zentimeter und einem Gewicht von circa 25 Gramm etwa die Größe eines Haussperlings. Der Sexualdimorphismus ist nur geringfügig ausgeprägt.
Insgesamt ähnelt die Zaunammer der Goldammer (Emberiza citrinella), trägt jedoch einen olivfarbenen Bürzel. Ausgewachsene Männchen haben im Prachtkleid eine unverwechselbare schwarz-gelbe Kopfzeichnung, bestehend aus einem schwarzbraunen, über das Auge verlaufenden Streif, einem schmalen Band, das sich an den Kopfseiten bis zur Ohrgegend erstreckt sowie einer schwarzen Kehle. Der Rücken des Männchens ist kastanienbraun. Der Schwanz ist dunkel, die äußersten Federn sind weiß. Die Körperunterseite ist an den Flanken kastanienbraun. Im Schlichtkleid sind die Männchen deutlich matter gefärbt, die schwarze Gesichtszeichnung ist dann durch braune Federn verdeckt.
Die Weibchen und Jungvögel sind unscheinbarer gefärbt und ähneln – bis auf den olivgrünen Bürzel – der weiblichen Goldammer. Die Körperober- und -unterseite ist bei den Weibchen fein gestreift. Die Jungvögel sind etwas blasser und mehr gelblich braun als die Weibchen. Nestlinge weisen auf Kopf, Oberkörper und Bauch dichte, lange und dunkelgraue Dunen auf. Der Rachen und die Zunge ist bei frisch geschlüpften Nestlingen zunächst rosa und färbt sich mit zunehmendem Alter in ein Karminrot um. Die Zungenpapillen sind auffallend weißlich rosa, die Zungenränder sowie die Zungenspitze sind gelb. Die Schnabelwülste sind blassgelb.
Der Zaunammer hat einen wellenförmigeren Flug als bei der Goldammer.

## Lebensraum und Gefährdung
Das Verbreitungsgebiet der Zaunammer erstreckt sich vom südwestlichen Europa (vor allem Spanien, Frankreich, Italien bis Griechenland, Österreich, Schweiz, südliches Deutschland, südliches England) bis ins nördliche Afrika (Nordmarokko bis Tunesien) und Kleinasien. Sie ist im Süden ihres Verbreitungsgebietes ein Standvogel. In den Alpen ist sie ein Teil- und Kurzstreckenzieher, der in den eigentlichen Wintermonaten fehlt. Die Zaunammer lebt überwiegend in buschreichen Lebensräumen mit einzelnen höheren Bäumen, ist aber auch in sonnigem Kulturland sowie in Weingärten anzutreffen. Sie bevorzugt dabei sonnenexponierte Hänge. International wird die Art als nicht gefährdet eingestuft.
Es gibt auch ein Vorkommen in Neuseeland, hier wurde sie vom Menschen eingeführt.
In der Roten Liste der Brutvögel Deutschlands ist diese Ammerart als „gefährdet“ (Kategorie 3) eingestuft. Grund für den Rückgang der Art ist überwiegend die Lebensraumveränderung. Durch die fehlende Bewirtschaftung von Grenzertragsstandorten etwa durch die Beweidung mit Schafen und Ziegen verbuschen geeignete Habitate und bieten dieser Art keinen Lebensraum mehr. Niederschlagsreiche und kalte Winter führen außerdem zu vorübergehenden Bestandsrückgängen.

## Lautäußerungen
Die Zaunammer ruft kurz und hoch „zieh“ oder „tzii“, oder auch härter „tick“ oder „tsittit“. Im Gegensatz zu einigen anderen Singvogelarten hat diese Ammernart keinen Vorgesang. Die Rufe sind höher und dünner als bei der Goldammer. Der Gesang besteht aus einer monotonen Klangstrophe, die an Klappergrasmücke und Berglaubsänger erinnert.
Die Zaunammer singt bis spät in den Sommer hinein und ist manchmal auch im Herbst zu vernehmen. Singende Männchen sitzen gewöhnlich gut sichtbar hoch auf einem Baum. Während des Singens heben sie den Kopf, so dass der schwarze Kehlfleck und die Brustzeichnung gut zu sehen sind.

## Lebensweise

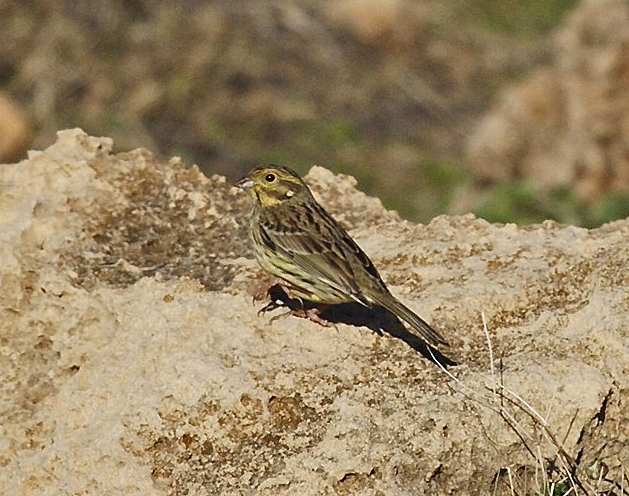
Zaunammer

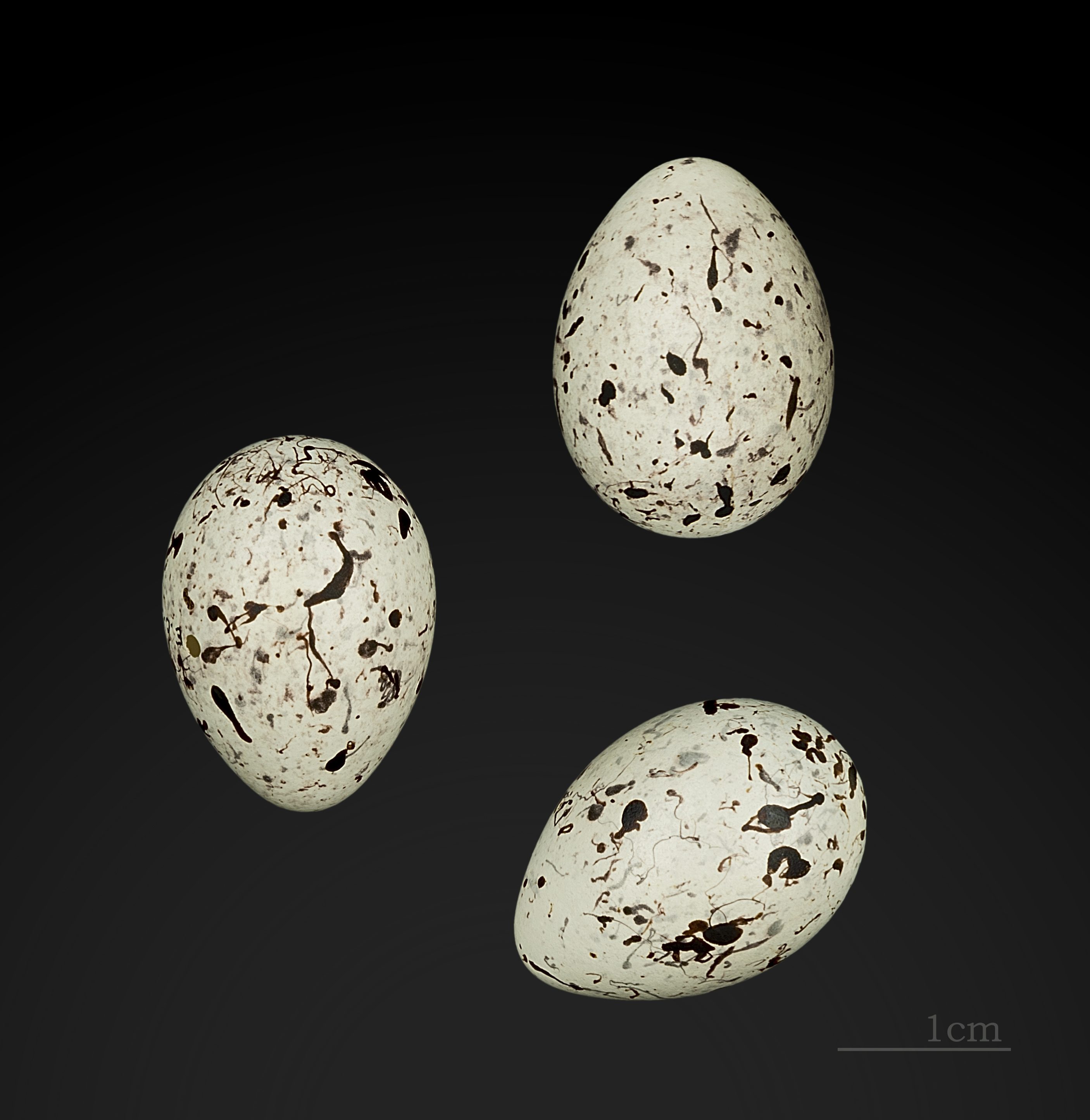
Eier der Zaunammer

Außerhalb der Fortpflanzungszeit bleiben einige Brutpaare in ihrem Brutrevier, die meisten Zaunammern bilden jedoch kleine Trupps. Zaunammern suchen überwiegend auf dem Boden nach Nahrung; diese besteht aus Samen und während der Fortpflanzungszeit auch aus Wirbellosen (Heuschrecken, Ohrwürmer, Käfer und Raupen sowie Spinnen, Würmer und Schnecken). Die Jungvögel werden überwiegend mit Insekten gefüttert.
Die Fortpflanzungszeit beginnt in Mitteleuropa ab Mitte Mai, im Nordwesten Afrikas brüten Zaunammern von Anfang April bis Juni. Sie ziehen zwei bis drei Jahresbruten groß. Die zweite Brut wird etwa sieben Tage nach dem Flüggewerden der ersten Brut begonnen. Zaunammern sind monogame Vögel, die Paarbeziehung besteht möglicherweise über mehrere Fortpflanzungsperioden.
Das alleine vom Weibchen gebaute Nest befindet sich meistens in Bodennähe, in Brombeeren und anderen Büschen sowie in sehr niedrigen Bäumen, unter dichtem Bewuchs. Das Nest ist ein Napf, der meistens aus Halmen und Wurzeln besteht und mit Haaren und feinem Gras ausgelegt ist. Das Gelege besteht gewöhnlich aus drei bis vier, seltener aus zwei bis sechs Eiern. Die Eier sind spindelförmig mit einer glatten, schwach glänzenden Schale. Die Schalenfarbe ist weiß mit einer bläulichen, grünlichen oder zartrosa Grundfärbung und schwarzen, violetten und blassgrauen Sprenkeln, Flecken und Schnörkeln. Es brütet allein der weibliche Elternvogel, der dabei vom Männchen mit Nahrung versorgt wird. Die Brutzeit beträgt 11 bis 14 Tage. Die Nestlinge werden von beiden Elternvögeln gefüttert, nur das Weibchen hudert jedoch die Nestlinge während derer ersten Lebenswoche. Die Nestlinge verlassen nach 10 bis 14 Tagen das Nest, ab dem 15. Lebenstag sind sie voll flugfähig, werden aber von den Elternvögeln noch bis etwa zum 28. Lebenstag mit Futter versorgt.
Zaunammern geben (wie auch andere Ammern) manchmal ihr Gelege auf, wenn sie am Nest gestört werden.

## Einzelbelege
1. ↑  Fry et al., S. 590
2. ↑  Harrison, S. 442
3. ↑  Fry et al., S: 589
4. ↑  Christoph Grüneberg, Hans-Günther Bauer, Heiko Haupt, Ommo Hüppop, Torsten Ryslavy & Peter Südbeck: Rote Liste der Brutvögel Deutschlands, 5. Fassung, 30. November 2015. In: Berichte zum Vogelschutz. Band 52, 2015, S. 19–67.
5. ↑  Bezzel, S. 522
6. ↑  Bezzel, S. 522
7. ↑  Fry et al., S. 591
8. ↑  Fry et al., S. 590
9. ↑  Harrison, S. 442